# چپ ضد استالینیسم

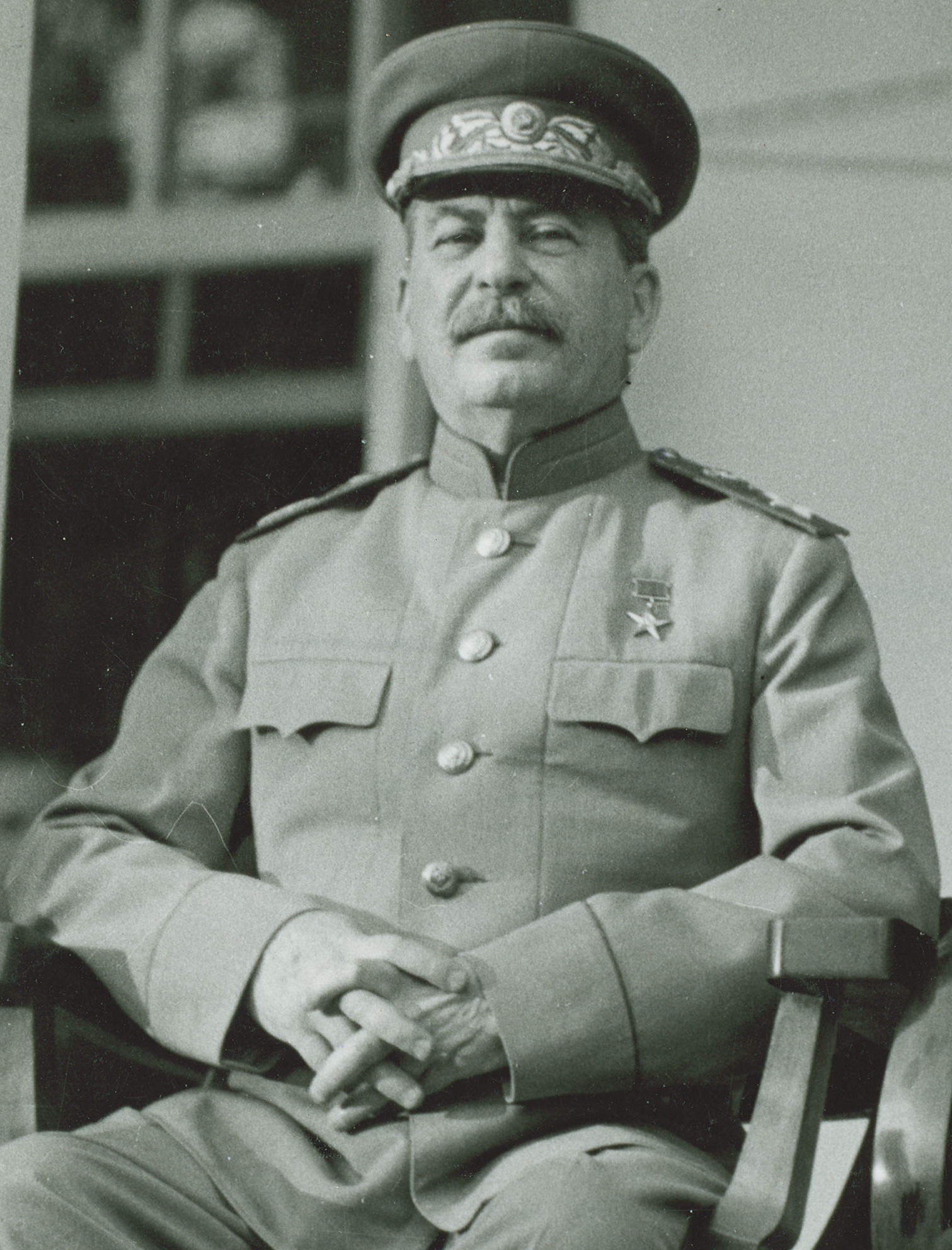
استالین در ۱۹۴۳

چپ ضد استالینیسم شامل انواع مختلفی از سیاست‌های چپ‌گرایانه است که در مخالفت با عملکرد جوزف استالین و گرایش استالینیسم و سیستم حکومتی او است.
همچنین ممکن است به مخالفت جناح چپ میانه با دیکتاتوری‌ها، کیش‌های شخصیتی، توتالیتاریسم و دولت‌های پلیسی اشاره داشته باشد، و همه این‌ها ویژگی‌هایی است که معمولاً به رژیم‌های استالینیستی مانند کیم ایل سونگ، کشورهای سابق بلوک شرق، انور خوجه و دیگران نسبت داده می‌شود.